# Aleksander Klugman
Aleksander Klugman, pierwotnie, do 1951 Aron Klugman (ur. 5 maja 1925 w Łodzi) – polski pisarz i publicysta żydowskiego pochodzenia.

## Życiorys
Był synem Henryka Joachima Klugmana i Zofii Klugman, z d. Mortenfeld. Urodził się w rodzinie mieszczańskiej, był uczniem łódzkiej szkoły religijnej Pardes. Podczas II wojny światowej został przesiedlony do łódzkiego getta, gdzie uczestniczył w ruchu oporu. Po likwidacji getta w 1944 roku trafił do niemieckiego obozu Auschwitz, gdzie zginęli jego rodzice i starszy, wtedy 21-letni brat, a stamtąd do innych obozów koncentracyjnych w Niemczech (m.in. Groß-Rosen i Flossenbürg). Po zakończeniu wojny wrócił do Łodzi, od 1948 mieszkał w Warszawie. Pracował w drukarni, w latach 1951–1952 był kierownikiem w dziale propagandy RSW „Prasa”, następnie pracował jako dziennikarz w Głosie Pracy i Trybunie Mazowieckiej. W tym ostatnim piśmie był kierownikiem działu ekonomicznego.
W 1957 roku wyemigrował do Izraela (wyjechał jako turysta, następnie wystąpił o pozwolenie na pobyt stały). Początkowo pracował w Echu Tygodnia, od 1958 w Kurierze Porannym, a po jego przekształceniu w tym samym roku - w tygodniku Nowiny-Kurier,  gdzie do 1978 był sekretarzem redakcji. W latach 1991–1997 był korespondentem „Rzeczypospolitej” w Izraelu. Współpracował też z innymi pismami w Polsce, w tym z Dziś, Tygodnikiem Powszechnym, Tyglem Kultury i Więzią.
Był członkiem Związku Młodzieży Polskiej, Polskiej Partii Robotniczej i Polskiej Zjednoczonej Partii Robotniczej (do 1957) oraz Stowarzyszenia Dziennikarzy Polskich. W latach 1960–1970 był członkiem zarządu Związku Dziennikarzy Izraelskich. Należał do Światowej Federacji Żydów Polskich, Związku Żydów Polskich w Izraelu, Towarzystwa Przyjaźni Polsko-Izraelskiej. Jest członkiem Związku Autorów Piszących Po Polsku w Izraelu oraz członkiem-założycielem Fundacji Polonica w Ziemi Świętej. 
W 1955 został odznaczony Medalem 10-lecia Polski Ludowej, w 1994 Krzyżem Kawalerskim Orderu Zasługi Rzeczypospolitej Polskiej, w 2009 Krzyżem Oficerskim tego orderu.

## Twórczość

### Prace własne
- Getto łódzkie – ostatnia droga Żydów łódzkich (1962) – album z fotografiami Henryka Rossa
- Obrachunki z Polską (1968) – publicystyka
- O wielkim kłamstwie słów prawdy kilka (1968) – publicystyka
- Haperek haacharon, pol. Ostatni rozdział (1970) – po hebrajsku
- Powroty (1972) – powieść
- Derech Saara, pol. Droga przez burzę (1973) – po hebrajsku
- Psiakrew, znowu Żydzi (1991) – publicystyka
- Nowy słownik polsko-hebrajski i hebrajsko-polski (1993)
- Polonica w Izraelu (1994)
- Boska pieczęć. Mądrości Talmudu (1998)
- Rozmówki hebrajskie i podręczny słownik (1998)
- Słownik polsko-hebrajski (1998)
- Spojrzenie wstecz (1998) – wspomnienia
- Izrael – ziemia świecka (2001) – publicystyka
- Żyd, co to znaczy (2002) – publicystyka w formie autorskich haseł
- ...a droga wiodła przez Łódź (2004) – wspomnienia (z żoną Teresą Klugman)
- Z notatnika starego łodzianina (2009) – wspomnienia

### Tłumaczenia
- Israel Zamir Mój ojciec Bashevis Singer (1995)
- Naftali Lau-Levi Zraniony lew (1997)
- Shmuel Leib Shneiderman Burzliwe życie Artura Szyka (2002)
- Stefan Grajek Po wojnie i co dalej. Żydzi w Polsce, w latach 1945-1949 (2003)